# Cineto Romano
Cineto Romano település Olaszországban, Lazio régióban, Róma megyében. Lakosainak száma 576 fő (2023. január 1.). Cineto Romano Mandela, Percile, Riofreddo, Roviano és Vallinfreda községekkel határos.

## Népesség
A település lakossága az elmúlt években az alábbi módon változott:
| Lakosok száma | 595  | 586  | 576  |
|               | 2017 | 2018 | 2023 |